# Мольяр, Марен
Маре́н Молья́р (фр. Marin Molliard) (8 июня 1866, Шатийон-Колиньи, Франция — 24 июля 1944, Париж, Франция) — французский ботаник, член Парижской АН (1923—44).

## Биография
Родился Марен Мольяр 8 июня 1866 года в Шатийон-Колиньи. В 1894 году окончил высшую нормальную школу. Работал в Сорбонне (с 1913 года — профессор, с 1920 года — декан научного факультета.
Скончался Марен Мольяр 24 июля 1944 года в Париже.

## Научные труды и литература

### Научные работы
Основные научные работы посвящены вопросам формообразования, питания и обмена веществ у растений.

## Список использованной литературы
- 1954 — фр. Histoire de la botanique en France
- 1984 — Биологи. Биографический справочник